# Rhyncomya paradoxa
Rhyncomya paradoxa är en tvåvingeart som beskrevs av Zumpt 1958. Rhyncomya paradoxa ingår i släktet Rhyncomya och familjen Rhiniidae. Inga underarter finns listade i Catalogue of Life.